# Cacosmie
La cacosmie est un trouble olfactif (dysosmie) se caractérisant par la perception d'une mauvaise odeur bien réelle, contrairement à la parosmie ou à la phantosmie.
Ce symptôme peut orienter vers l'existence d'un foyer infectieux dentaire ou sinusien (sinusite).